# Edgar Radtke
Edgar Radtke (Grünstadt, 24 febbraio 1952) è un linguista e filologo tedesco.

## Biografia
Ha studiato filologia romanza, anglistica e americanistica alla Facoltà di Lettere dell'Università Johannes Gutenberg a Magonza dove si è laureato. Dal 1973 al 1975 è stato incaricato dell'insegnamento di tedesco presso l'Istituto di Germanistica dell'Università di Pavia e presso il Collegio Ghislieri di Pavia. Dal 1975 al 1976 ha lavorato come lettore di lingua tedesca presso l'Istituto Universitario Orientale di Napoli. Nel novembre 1976 è rientrato all'Istituto di Filologia Romanza dell'Università di Magonza in qualità di assistente. Nel 1976 ha completato il dottorato di ricerca con una tesi sulla tipologia del lessico erotico-sessuale dell'italiano. Dopo una supplenza della cattedra di linguistica romanza a Erlangen nel 1983 è stato incaricato presso l'Istituto di Filologia Romanza a Zurigo nel 1983/84 e ha svolto la libera docenza sulla ricostruzione del francese e dell'italiano parlato nel Seicento all'Università di Magonza nel 1987. È stato nominato professore all'Università di Germersheim nel 1987/88, poi a Magonza nel 1988 e a Monaco di Baviera nel 1989. Dal novembre 1989 è professore ordinario all'Istituto di Filologia Romanza a Heidelberg.
Insieme a Günter Holtus, nel 1984 presta opera di curatore nel volume di autori vari Gesprochenes Italienisch in Geschichte und Gegenwart, miscellanea che ha dato un sostanziale contributo allo sviluppo degli studi sull'italiano parlato.
È socio del Centro di Studi Linguistici e Filologici Siciliani a Palermo, dal 1992 al 1995 è stato vicepresidente della Società di Linguistica Italiana. Nel 1999 è stato accolto come socio della Società Italiana di Glottologia. I suoi interessi vanno dalla dialettologia alla sociolinguistica, dalla storia della lingua alla lingua parlata, soprattutto italiana e francese.
Ha dedicato particolare attenzione ai dialetti dell'Italia meridionale, ideando e dirigendo il progetto dell'Atlante Linguistico della Campania.
È curatore di varie collane di filologia romanza come Studia Romanica, Variolingua e Dialectologia Romanica Pluridimensionalis. Nel 1998 gli è stato conferito il premio degli Artisti di Monte Lepini per le ricerche in dialettologia, nel 1999 è stato premiato col premio del Foyer des Artistes a Roma.
È socio corrispondente straniero dell'Accademia della Crusca.

## Opere principali
- Typologie des sexuell-erotischen Vokabulars des heutigen Italienisch. Studien zur Bestimmung der Wortfelder "prostituta" und "membro virile" unter besonderer Berücksichtigung der übrigen romanischen Sprachen, Tübingen, Narr, 1979
- Sonderwortschatz und Sprachschichtung. Materialien zur sprachlichen Verarbeitung des Sexuellen in der Romania, Tübingen, Narr, 1981
- Gesprochenes Französisch und Sprachgeschichte. Zur Rekonstruktion der Gesprächskonstitution in Dialogen französischer Sprachlehrbücher des 17. Jahrhunderts unter besonderer Berücksichtigung der italienischen Adaptionen, Tübingen, Niemeyer, 1994
- I dialetti della Campania, Roma, Il Calamo, 1997
- Le nuove grammatiche italiane, Tübingen, Narr, 1991
- La lingua dei giovani, Tübingen, Narr, 1993